# 圣马塞尔昂马尔西亚
圣马塞尔-昂马尔西亚（法語：Saint-Marcel-en-Marcillat，法語發音：[sɛ̃ maʁsɛl ɑ̃ maʁsija]）是法国阿列省的一个市镇，位于该省西南部，属于蒙吕松区。

## 地理
圣马塞尔-昂马尔西亚（46°8'43"N, 2°35'22"E）面积10.55 平方千米，位于法国奥弗涅-罗讷-阿尔卑斯大区阿列省，该省份为法国中部省份，北起涅夫勒省、西北接谢尔省，西南至克勒兹省，南至多姆山省，东南临卢瓦尔省，东临索恩-卢瓦尔省。
与圣马塞尔-昂马尔西亚接壤的市镇（或旧市镇、城区）包括：孔布拉耶地区马尔西亚、小马尔什、圣法若勒、尚邦沙尔、谢尔河堡、圣伊莱尔。
圣马塞尔-昂马尔西亚的时区为UTC+01:00、UTC+02:00（夏令时）。

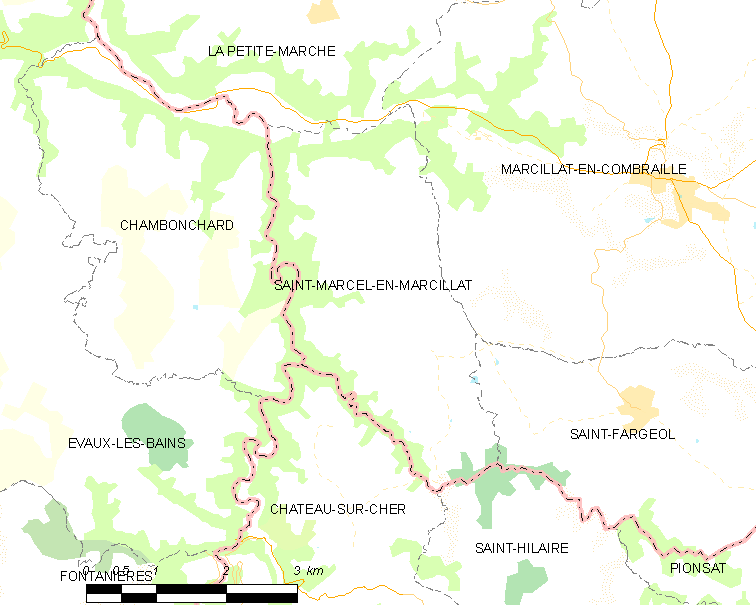
圣马塞尔-昂马尔西亚的OSM定位图

## 行政
圣马塞尔-昂马尔西亚的邮政编码为03420，INSEE市镇编码为03244。

## 政治
圣马塞尔-昂马尔西亚所属的省级选区为蒙吕松第三县。

## 人口

1962-2008年间圣马塞尔-昂马尔西亚人口变化图示

圣马塞尔-昂马尔西亚于2022年1月1日时的人口数量为128人。